# Zapomnij o Paryżu
Zapomnij o Paryżu – amerykańska komedia romantyczna z 1995 roku napisana, wyprodukowana i wyreżyserowana przez Billy'ego Crystala. Wystąpił również w głównej roli męskiej jako sędzia koszykówki w lidze NBA razem z Debrą Winger, która zagrała niezależną, pracującą kobietę. Ich życie zostało "zakłócone" miłością i małżeństwem.

## Obsada
- Billy Crystal jako Mickey Gordon
- Debra Winger jako Ellen Andrews Gordon
- Joe Mantegna jako Andy
- Cynthia Stevenson jako Liz
- Richard Masur jako Craig
- Julie Kavner jako Lucy
- William Hickey jako Arthur
- John Spencer jako Jack
- Tom Wright jako Tommy
- Cathy Moriarty jako Lois
- Johnny Williams jako Lou
- Robert Costanzo jako Waiter